# 圣塞巴斯蒂安代格勒弗耶
圣塞巴斯蒂安-代格勒弗耶（法語：Saint-Sébastien-d'Aigrefeuille，法語發音：[sɛ̃ sebastjɛ̃ dɛɡʁəfœj]）是法国加尔省的一个市镇，属于阿莱斯区。

## 地理
圣塞巴斯蒂安-代格勒弗耶（44°6'25"N, 3°59'40"E）面积15.82 平方千米，位于法国奧克西塔尼大區加尔省，该省份为法国南部沿海省份，南端濒地中海，北起顺时针与阿尔代什省、沃克吕兹省、罗讷河口省、埃罗省、阿韦龙省和洛泽尔省接壤。

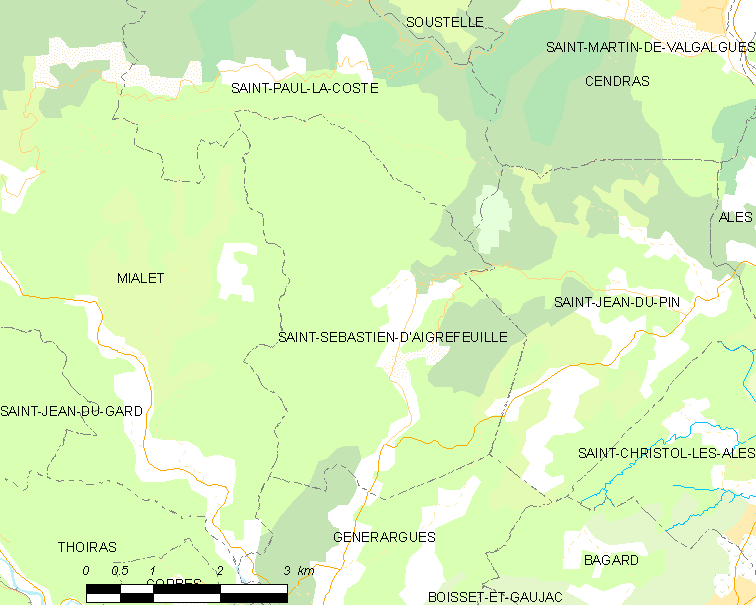
圣塞巴斯蒂安-代格勒弗耶的OSM定位图

与圣塞巴斯蒂安-代格勒弗耶接壤的市镇（或旧市镇、城区）包括：热内拉尔格、米亚莱、圣让迪潘、圣保罗拉科斯特。
圣塞巴斯蒂安-代格勒弗耶的时区为UTC+01:00、UTC+02:00（夏令时）。

## 行政
圣塞巴斯蒂安-代格勒弗耶的邮政编码为30140，INSEE市镇编码为30298。

## 政治
圣塞巴斯蒂安-代格勒弗耶所属的省级选区为拉格朗孔布县。

## 人口
圣塞巴斯蒂安-代格勒弗耶于2022年1月1日时的人口数量为510人。

1962-2008年间圣塞巴斯蒂安-代格勒弗耶人口变化图示